# Die Soldaten (Oper)
Die Soldaten ist die einzige vollendete Oper des deutschen Komponisten Bernd Alois Zimmermann. Die von Zimmermann in Collagetechnik zusammengestellte Handlung in vier Akten basiert auf dem gleichnamigen Drama von Jakob Michael Reinhold Lenz. Zimmermann verwendete in seiner in Zwölftontechnik komponierten Oper erstmals Multimedia-Elemente wie Simultanszenen, Filmprojektionen, Zuspielbänder und Lautsprecher auf der Bühne und im Zuschauerraum. Die Oper, die zunächst als „unspielbar“ galt, setzte sich jedoch nach der Uraufführung am 15. Februar 1965 auch international durch und wurde trotz der überdimensionalen Besetzung und der Aufführungsschwierigkeiten von vielen größeren Bühnen nachgespielt. Heutzutage gilt das Werk nach Meinung vieler Musikkritiker als eine der wichtigsten Opern des 20. Jahrhunderts.

## Entstehung

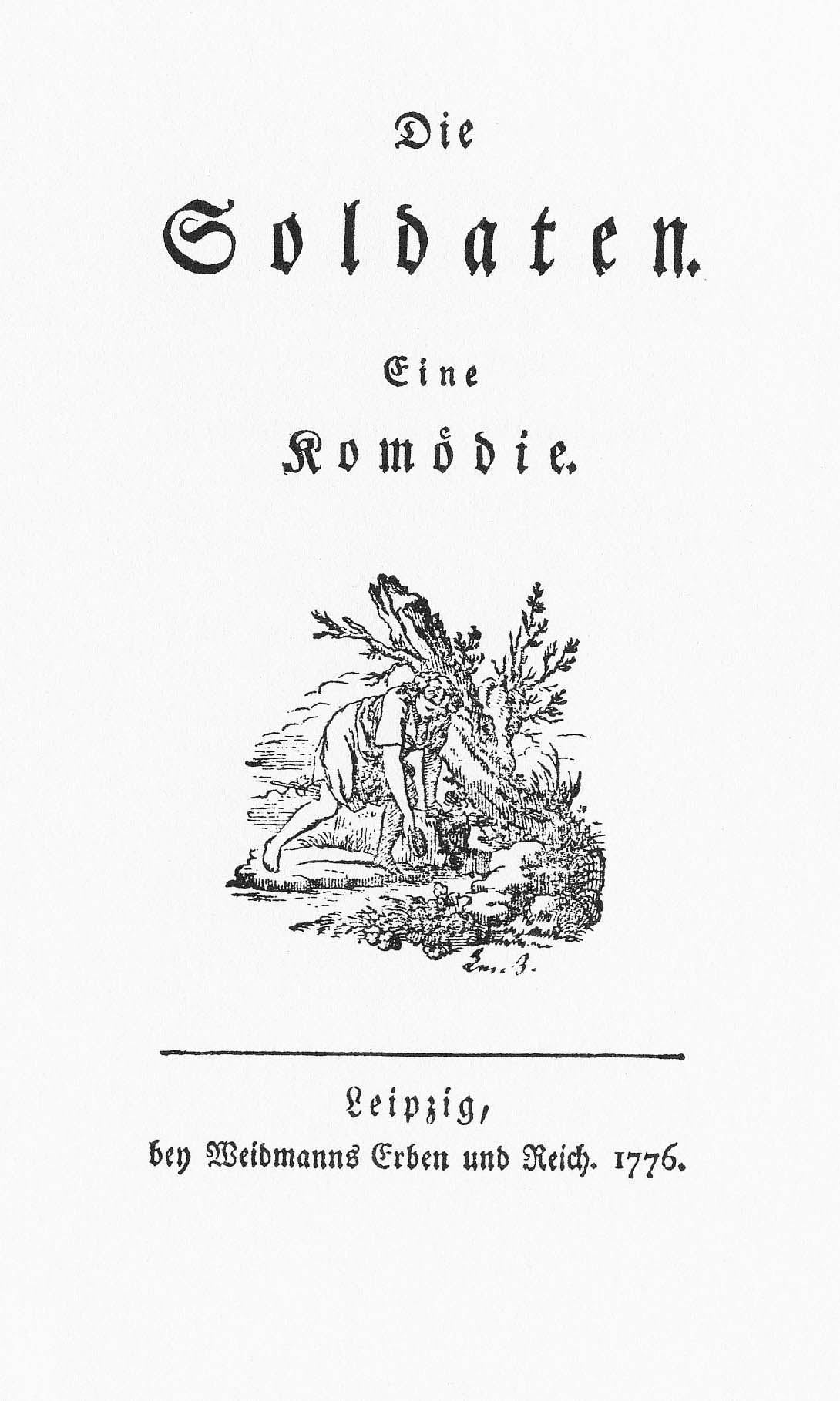
Die literarische Vorlage der Oper

### Intentionen
Zimmermann hatte sich nach eigenen Angaben seit langem mit dem Lenzschen Sturm-und-Drang-Schauspiel Die Soldaten beschäftigt, in dem die klassischen drei Einheiten von Zeit, Raum und Handlung aufgehoben sind und stattdessen eine „Einheit der inneren Handlung“ vorliegt. Darin sah er eine Vorwegnahme des Ulysses von James Joyce, in dem mehrere Handlungsebenen übereinander geschichtet sind. Diese Möglichkeiten glaubte Zimmermann in einer modernen Oper mit Simultanszenen verwirklichen zu können.
Anlässlich einer konzertanten Aufführung durch den WDR am 20. Mai 1963, in der drei Szenen des Werkes als Vokal-Sinfonie vorgestellt wurden, erklärte Zimmermann seine Intentionen: „So wird also in meiner Oper nicht eine Geschichte erzählt, sondern eine Situation dargestellt, noch genauer gesagt: der Bericht über eine Situation vorgelegt, die von der Zukunft her die Vergangenheit bedroht […] insofern wir darin ständig verwickelt sind, in der rotierenden Kugel der Zeit ständig Gegenwart, Vergangenheit und Zukunft begegnend.“
Seine weiteren Intentionen beschrieb Zimmermann später folgendermaßen: „Nicht das Zeitstück, das Klassendrama, nicht der soziale Aspekt, nicht auch die Kritik an dem Soldatenstand (zeitlos vorgestern wie übermorgen) bildeten für mich den unmittelbaren Beziehungspunkt, sondern der Umstand, wie alle Personen der 1774–1775 von Lenz geschriebenen Soldaten unentrinnbar in eine Zwangssituation geraten, unschuldig mehr als schuldig, die zu Vergewaltigung, Mord und Selbstmord und letzten Endes in die Vernichtung des Bestehenden führt.“

### Ausarbeitung
Nachdem die Stadt Köln 1958 durch den damaligen Generalintendanten Herbert Maisch einen Kompositionsauftrag erteilt hatte, begann Zimmermann mit der Texteinrichtung und der Komposition der Oper. Den Text des Lenzschen Schauspiels ließ er weitestgehend unangetastet, reduzierte aber die Anzahl der handelnden Personen und drängte die Offiziersszenen in Form von Collagen zusammen. Zusätzlich fügte er in der ersten Szene des ersten Aktes, in der ersten Szene des zweiten Aktes und in der fünften Szene des dritten Aktes Gedichte von Lenz ein, sowie einige Ausrufe. Den kommentierenden Schluss des Stückes mit dem Vorschlag einer „Pflanzschule von Soldatenweibern“ ließ er weg.
Im September 1959 hatte Zimmermann die Komposition des ersten Aktes vollendet, den zweiten Akt zwischen Weihnachten und Neujahr 1959/60. Eigentlich sollte der dritte Akt im März 1960 bei der Kölner Oper eintreffen und das Werk im Juni 1960 uraufgeführt werden, aber es bildete sich eine starke Opposition. Nachdem bereits am 8. Januar 1960 der Uraufführungstermin beim IGNM-Fest in Frage gestellt worden war, stellte der Verlag Schott den Druck und die Produktion „bis zur Nennung eines verbindlichen Termins“ ein.  Über den Fortschritt der Komposition liegen unterschiedliche Aussagen vor. Zimmermann selbst äußerte sich später dahingehend, dass die Urfassung der Oper bereits 1960 vollendet war und dass er in einem zweiten Arbeitsschritt nur eine vereinfachte Fassung erstellt habe. Heribert Henrich dagegen kommt, basierend auf einem Brief Zimmermanns aus dem Jahr 1963 zu dem Ergebnis, dass Zimmermann die Komposition der Oper im dritten Akt abbrach und erst im Mai 1963 fortsetzte, wobei er das Preludio des ersten Aktes und das Intermezzo des zweiten Aktes hinzufügte.

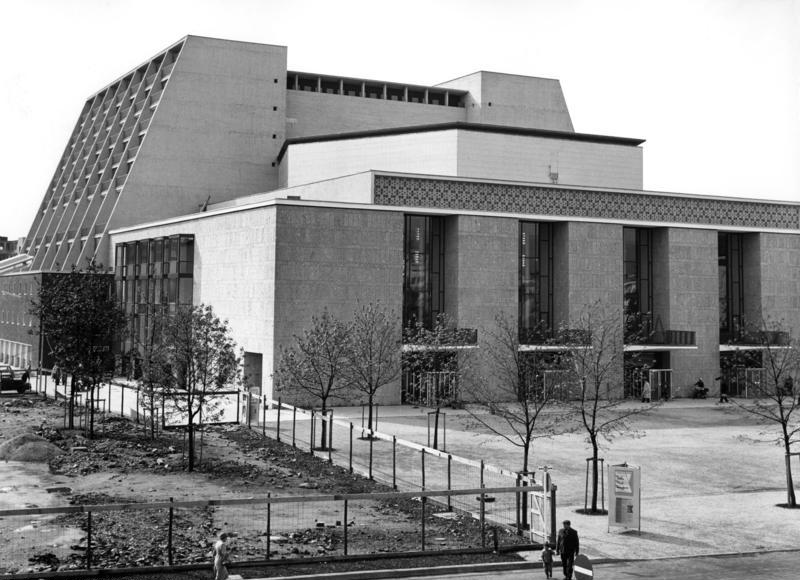
Das Kölner Opernhaus, in dem 1965 die Uraufführung stattfand

Nach Michael Gielen, dem Dirigenten der Uraufführung, war ein Grund für die starke Opposition, dass in der ursprünglichen Version mit sieben Temposchichten die Oper sieben Dirigenten erfordert hätte, woraufhin sich Wolfgang Sawallisch, der damalige Kölner Generalmusikdirektor, nach Vorliegen der Partitur weigerte, das Werk aufzuführen. Nachdem jedoch Zimmermann „eine Fassung mit Taktstrichen quer durch diese Schichten“  erstellt hatte, war das Werk zwar noch immer „exorbitant schwer“, aber unter einem einzigen Dirigenten aufführbar. Zimmermann hatte zunächst Hans Rosbaud, dem das Werk gewidmet ist, als Uraufführungsdirigenten vorgesehen und nach dessen Tod Winfried Zillig, der jedoch im Folgejahr verstarb. Daraufhin entschied sich Zimmermann 1964 für den 37-jährigen Michael Gielen. Dieser erkannte nach eigenen Angaben bereits nach dem Studium der Partitur des ersten Aktes, „daß es sich um ein kapitales Werk handelt, ein Werk in der Kategorie von Wozzeck, Lulu und Moses und Aron“.
Trotzdem gab es weiterhin Widerstand gegen die Aufführung. Nachdem sich auch Günter Wand, der anfangs mit Zimmermann befreundet gewesen war, gegen das Stück ausgesprochen und behauptet hatte, dass „Zimmermanns Entwicklung von Übel sei“, sprach er sich für eine Torpedierung des Werkes durch das Gürzenich-Orchester aus. Ein weiteres Manko war, dass die Klavierauszüge des dritten und vierten Aktes erst wenige Tage vor der Premiere vorlagen. Trotz dieser Erschwernisse fand die Uraufführung am 15. Februar 1965 in einer Inszenierung von Hans Neugebauer statt. Eigentlich sollte die Oper mit einer projizierten Atombombenexplosion enden, während ein Schrei vom Band ertönte und das Orchester das „d1 fortissimo diminuendo“ lange hielt, um die Vergewaltigung aller durch alle zu symbolisieren. Stattdessen hatte das Regieteam die Idee, im Moment des Schreis Scheinwerfer mit maximaler Lichtkraft auf das Publikum zu richten. Das Publikum erschrak gewaltig. Der Erfolg des Werkes wurde getrübt durch viele anschließende Buhrufe.

## Handlung

### Erster Akt
Nach einem etwa fünfminütigen Preludio (Orchestervorspiel), in dem erstmals das Dies irae zitiert und variiert wird, beginnt der erste Akt.
1. Szene (Strofe).
Wesener ist mit seinen beiden Töchtern von Armentières nach Lille umgezogen. In Weseners Haus in Lille schreibt Marie einen Brief an die Mutter ihres Verlobten Stolzius, während ihre Schwester Charlotte mit einer Handarbeit beschäftigt ist.
2. Szene (Ciacona I).
Im Haus des Tuchhändlers Stolzius in Armentières. Stolzius leidet unter der Trennung von Marie. Seine Mutter übergibt ihm Maries Brief und ermahnt ihn, endlich das Tuch, das der Obrist für die Regimenter bestellt hat, auszumessen.
Nach einem kurzen Orchesterzwischenspiel (Tratto I) folgt die
3. Szene (Ricercari I).
Im Haus der Weseners macht Baron Desportes, der im französischen Regiment dient, Marie den Hof. Wesener tritt hinzu und verbietet, dass Marie Desportes in eine Komödie begleitet. Nach Desportes Abgang warnt er Marie, dass sie ihren guten Ruf verlieren könne, wenn sie mit Soldaten Umgang hat.
4. Szene (Toccata I).
Am Stadtgraben von Armentières treffen der Obrist, die Hauptleute Haudy und Mary, der junge Graf, der Feldprediger Eisenhardt, der Hauptmann Pirzel und drei junge Offiziere zusammen. Haudy verteidigt die Komödie und behauptet, dass eine Komödie mehr bewirken könne als Predigten. Als dann das Gespräch auf Mädchen und Huren kommt, wendet der Feldprediger Eisenhardt ein: „Eine Hure wird niemals eine Hure, wenn sie nicht dazu gemacht wird“, womit er die vielen verführten „unglückliche(n) Bürgerstöchter“ meint.
5. Szene (Nocturno I).
Schauplatz ist wieder Weseners Haus in Lille. Wesener rät Marie, ihren Verlobten Stolzius, der um ihre Hand angehalten hat, zunächst hinzuhalten, da auch der Baron in sie verliebt ist und ihr ein Gedicht gewidmet hat.

### Zweiter Akt
Nach einer kurzen Introduktion (Introduzione) beginnt die Handlung.
1. Szene (Toccata II).
In einem Kaffeehaus in Armentières sitzen an sechs verschiedenen Tischen jeweils drei gelangweilte Offiziere und Fähnriche, von denen einige Karten spielen oder Zeitung lesen. Nach den Regieanweisungen im Libretto sind sie ständig in einer „choreographischen Bewegung“ und bilden neben ihrem Sprechgesang durch rhythmisches Klappern mit Geschirr, Tischen und Stühlen ein zusätzliches Schlagzeug auf der Bühne. Ein junger Fähnrich mit einer Andalusierin im Arm bietet diese einem betrunkenen Offizier zum Beischlaf an. Nachdem auch Eisenhardt und Pirzel hinzugekommen sind, kommt die Rede auf Stolzius.
Drei Fähnriche (Tänzer) beginnen ein Rondeau à la marche, wobei sie nach den Regieanweisungen wie Stepptänzer mit Spitze, Hacke und ganzem Fuß Geräusche erzeugen und mit der Präzision eines Schlagwerks ausführen sollen. Im anschließenden Couplet I, Refrain, Couplet II, Refrain, Couplet III, Refrain, Couplet IV und Couplet V besingen der junge Fähnrich, der junge Graf und Mary die Freiheit der Soldaten, „Götter wir sind!“, und alle Anwesenden schreien ausgelassen durcheinander. Nachdem alle die tanzenden Fähnriche umringt haben, beginnt ein Tanz der Andalusierin (Variations sentimentales), bei dem eine Jazz-Combo die Bühne betritt. Als der Obrist, Eisenhardt und Haudy auftauchen, stiehlt sich die Andalusierin davon. Pirzel beginnt eine moralisierende Ansprache, die niemand hören will. Nachdem auch Stolzius hereingekommen ist, wird er mit zweideutigen Anspielungen auf Marie und Desportes verspottet. Stolzius verlässt erregt das Kaffeehaus. Die Szene endet in einem Tumult.
Ein Intermezzo leitet über zur
2. Szene (Capriccio, Corale e Ciacona II), in der verschiedenen Handlungsstränge simultan verlaufen.
In Weseners Haus in Lille. Marie liest weinend einen Brief von Stolzius, der um ihre Hand angehalten hat, als Desportes ins Zimmer tritt. Desportes macht ihr Hoffnungen, indem er behauptet, „Und kurz und gut, Sie sind für keinen Bürger gemacht.“ Er will Stolzius’ Brief sofort selbst beantworten. Als Marie es ablehnt, verlangt er, dass er ihr den Brief diktiert. Anschließend schäkern beide miteinander und verschwinden im Nebenzimmer, wo sie mit „Ha ha ha!“ weiter jauchzen und einander umfangen.
Simultanszenen
- Marie und Desportes agieren als Liebespaar im Hintergrund links.
- Im Vordergrund rechts ist Weseners alte Mutter zu sehen, die strickt, betet und ein Lied singt: „Kindlein mein“ über eine „Rösel aus Hennegau“, die einen Mann gefunden hat. In diesem Lied ahnt sie voraus, dass dem Lachen Tränen folgen werden.
- Der dritte Schauplatz ist die Wohnung des Stolzius in Armentières. Stolzius sitzt an einem Tisch mit einer Lampe und liest niedergeschlagen Maries Brief. Seine Mutter, die neben ihm sitzt, beschimpft Marie als Soldatenhure. Stolzius versucht, sie zu beschwichtigen und behauptet, Marie sei unschuldig und der Offizier Desportes habe ihr „den Kopf verrückt“. (Maries Großmutter singt unterdessen die letzten Zeilen ihres Liedes, geht ins Nebenzimmer, und die Szene wird ausgeblendet.) Stolzius sinnt auf Rache an Desportes.

### Dritter Akt
1. Szene (Rondino).
Schauplatz ist der Stadtgraben von Armentières, an dem sich Eisenhardt und Pirzel bei einem Spaziergang über das Flirten der Soldaten mit Frauen unterhalten. Alles gehe mechanisch, wie das Exerzieren.
2. Szene (Rappresentazione).
Schauplatz ist Marys Wohnung in Lille. Stolzius, der eine Soldatenuniform trägt, bewirbt sich bei Mary, dem Freund des Barons Desportes, als Bedienter.
3. Szene (Ricercari II).
Schauplatz ist Weseners Haus in Lille. Desportes hat Marie verlassen. Charlotte macht ihr Vorhaltungen, dass sie jetzt mit Mary, dem Freund von Desportes, Umgang hat und beschimpft sie als „Soldatenmensch“. In diesem Moment tritt Mary ein, gefolgt vom vermeintlichen Diener Stolzius. Mary lädt Marie zu einer Spazierfahrt ein. Charlotte will sie begleiten. Beim Anblick von Stolzius, der von Mary als „Kaspar“ angeredet wird, stutzen Charlotte und Marie wegen der Ähnlichkeit, erkennen ihn aber nicht.
Nach einem etwa dreiminütigen orchestralen Zwischenspiel (Romanza) folgt die
4. Szene (Nocturno II).
Schauplatz ist die Wohnung der Gräfin La Roche. Marie, die jetzt Umgang mit dem jungen Grafen hat, wird von diesem seiner Mutter gegenüber in Schutz genommen. Er erklärt, dass Marie ein „artig Mädchen“ sei. Auf den Einwand seiner Mutter, dass sie in schlechtem Ruf stehe, aber wahrscheinlich hintergangen wurde, betont er noch einmal, dass sie ein „unglückliches Mädchen“ sei. Die Gräfin empfiehlt ihm, die Stadt zu verlassen. Der junge Graf willigt ein und überlässt Marie während seiner Abwesenheit der Obhut seiner Mutter.
5. Szene (tropi).
Schauplatz ist wieder Weseners Haus. Charlotte und Marie unterhalten sich über den jungen Grafen und Mary, der inzwischen mit einer anderen Bürgerstochter angebändelt hat. Charlotte warnt Marie, dass der junge Graf bereits mit einer anderen Frau verlobt sei. Ein Bedienter meldet die Gräfin an. Diese bezeichnet sich als Maries „beste Freundin“, sagt aber auch, dass Marie sowohl in einem schlechten wie in einem guten Ruf stehe. Ihr Sohn sei zwar bereits versprochen, aber sie biete an, Marie in ihr Haus aufzunehmen, um deren Ehre wiederherzustellen. Es folgt ein resignierendes Terzett, von der Gräfin angestimmt, auf ein Gedicht von Jakob Michael Reinhold Lenz:
Ach ihr Wünsche junger Jahre

Seid zu gut für diese Welt!

Unsre schönste Blüte fällt,

unser bester Teil gesellt

lange vor uns sich zur Bahre.
Als die Gräfin Marie noch einmal anbietet, ihre Gesellschafterin zu werden, bittet Marie um Bedenkzeit.

### Vierter Akt
Der vierte Akt beginnt mit einem kurzen Preludio.
1. Szene (Toccata III).
In dieser Szene in Form eines Traumes, die nur etwa dreieinhalb Minuten dauert, verlaufen 12 Teilszenen simultan ab. Nach Zimmermanns Regieanweisungen spielt sich die Handlung, „losgelöst von deren Raum und Zeit […] gleichzeitig auf der Bühne, in drei Filmen und in den Lautsprechern ab.“ Nach den Regieanweisungen wird die Bühne in „Höhe, Breite und Tiefe blitzartig von Bruchteilen der verschiedensten Szenen erhellt, hin und herflackernd wie im Traum“.
Schauplätze auf der Bühne sind das Kaffeehaus mit sechs Tischen wie im 2. Akt, 1. Szene, ein Tanzsaal im Haus der Madame Bischof und ein imaginäres Tribunal aus allen Mitwirkenden. Die Handlung spielt in der Vergangenheit, Gegenwart und Zukunft. Marie läuft von der Gräfin weg (Film II), Desportes tanzt einen aktuellen Modetanz (damals Twist), der Handlung der Oper vorweggreifend schreibt er einen Brief an seinen Jäger ((Film I), der Marie mit Desportes Brief in der Hand erwartet (Film III) und anschließend vergewaltigt (Film), Wesener sucht verzweifelt seine Tochter, Stolzius kauft in einer Apotheke Gift.
Diese Szene soll nach Zimmermann insgesamt „die Vergewaltigung Mariens als Gleichnis der Vergewaltigung aller in die Handlung Verflochtenen“ darstellen, als „brutale physische, psychische und seelische Vergewaltigung.“
Nach einem kurzen Orchesterzwischenspiel (Tratto II) folgt die
2. Szene (Ciacona III).
Schauplatz ist Marys Wohnung. Mary und Desportes sitzen ausgekleidet an einem Tisch und spötteln über Marie, die Desportes als „Hure von Anfang an“ bezeichnet. Er will sie seinem Jäger überlassen (der sie in der vorausgegangenen Simultanszene vorweggreifend vergewaltigt hat). Stolzius vergiftet Desportes. Mary will Stolzius niederstechen, aber Stolzius hat selbst Gift genommen. Während Desportes im Sterben liegt, gibt sich Stolzius zu erkennen. Seine letzten Gedanken eilen zu Marie und den Soldaten, die Marie entehrt haben. „Sie war meine Braut. Wenn ihr nicht leben könnt, ohne Frauenzimmer unglücklich zu machen […] Gott kann mich nicht verdammen.“ Er sinkt entseelt zu Boden.
3. Szene (Nocturno III).
Im Hintergrund rollt auf einer Eisenbahnbrücke ein Transportzug mit Panzern. Kolonnen blickloser gefallener Soldaten mit Stahlhelmen wandeln auf einer endlosen, mit Pappeln bestandenen Straße am Ufer der Lys. Im Kontrast dazu tauchen Gruppen von lebenden Soldaten auf, die das Etablissement der Madame Bischof besuchen. Über Lautsprecher ertönen Kommandorufe in verschiedenen Sprachen.
Eisenhardt rezitiert das Pater noster auf Lateinisch. Wesener, der spazieren geht, wird von einer Bettlerin („Weibsperson“) angesprochen. Er weist sie zunächst ab. Unterdessen eilt die Andalusierin auf die Straße, die Jazz-Combo und betrunkene Offiziere eilen ihr nach. Die Andalusierin umtanzt die Bettlerin, die niemand Anderes ist als Marie. Plötzlich bricht die Tanzmusik ab und die Offiziere schließen sich verwirrt mit erloschenen Gesichtern dem endlosen Zug der Gefallenen an. Wesener denkt an seine verlorene Tochter und reicht der Bettlerin, die er nicht wiedererkennt, ein Geldstück. Marie sinkt mit den Worten „O Gott“ weinend zu Boden. Eisenhardt rezitiert die letzten Verse des Pater noster, Wesener schließt sich dem Zug der Gefallenen an und schreitet zum Hintergrund. Während sich die Bühne verfinstert, ertönen über Lautsprecher die Marschtritte marschierender Soldaten. Nach einer Generalpause folgt ein Aufschrei („Schreiklang“) und das Werk klingt orchestral aus.

## Musik

### Besetzung
Neben Chor und einem Solistenensemble mit 16 Sängern, darunter sechs hohen Tenören, sowie zusätzlich zehn sprechenden Darstellern erfordert die Aufführung des Werkes ein Orchester mit etwa 100 Mitwirkenden, darunter 8–9 Schlagzeuger. Hinzu kommen eine Schlagwerk-Bühnenmusik, eine Jazz-Combo und Zuspielbänder.
Orchester
4 Flöten (auch 4 Piccolos, 3. auch Altflöte in G), 3 Oboen (auch Oboe d’amore, 3. auch Englischhorn), 4 Klarinetten, Altsaxophon in Es, 3 Fagotte (2. und 3. auch Kontrafagott), 5 Hörner in F (auch 5 Tenortuben in B, 5. auch Baßtuba in F), 4 Trompeten, 4 Posaunen, Basstuba (auch Kontrabasstuba), Pauken (auch kleine Pauken), Schlagzeug: (8–9 Spieler), 6 Crotales, Gegenschlagblock, 3 hängende Becken, 4 Gongs, 4 Tamtams, Tamburin, 3 Bongos, 5 Tomtoms, Tumba, Militärtrommel, 4 Kleine Trommeln, Rummelpott, 2 Große Trommeln, 5 Triangeln, Cowbells, Steelsticks, 2 Satz Röhrenglocken, 3 freischwingende Eisenbahnschienen, Peitschen, Kastagnetten, Rumbaholz, 2 Holzdeckel, 3 Holztrommeln, Guiro, Maracas, Schüttelrohr, Xylophon, Marimba, Vibraphon, Gitarre, 2 Harfen, Glockenspiel, Celesta, Cembalo, Klavier, Orgel (2 Spieler), Streicher.
Bühnenmusik
1. 3 Triangeln, 3 Crotales, 2 Becken, Gong, Tamtam, Kleine Trommel, Militärtrommel, 2 Bongos, Rührtrommel, Große Trommel (mit Becken), 3 Pauken, Cowbells, 2 Röhrenglocken, Maracas, Tempelblock
2. 3 Triangeln, 3 Crotales, 2 Becken, 2 Gongs, Kleine Trommel, 2 Tomtoms, Rührtrommel, 3 Pauken, Cowbells, 6 Röhrenglocken, Maracas, Tempelblock
3. 3 Triangeln, Crotal, 2 Becken, Gong, 2 Tamtams, Kleine Trommel, Tomtom, Rührtrommel, 3 Pauken, Cowbell, 4 Röhrenglocken, Maracas, 3 Tempelblocks

Jazz-Combo
Klarinette in B, Trompete in B, Gitarre, Kontrabass (elektrisch verstärkt).
Zuspielbänder
Zuspielbänder 1–11 mit den Namen: „Bandkomplex I–IV“, „Konkrete Musik I–V“, „Marschtritte“, „Schreiklang“.

### Stilistisch
Die Oper ist durchkomponiert, hat Vorspiele zum ersten, dritten und vierten Akt, verschiedene Zwischenspiele und basiert auf einer Allintervall-Zwölftonreihe, in der „sämtliche Intervalle vom ½ Ton bis zum 5½ Ton“ in der Abfolge folgender Intervalle (in Ganztönen angegeben) vorkommen: „4 – ½ – 3½ – 1½ – 5 – 3 – 1 – 4½ – 2½ – 5½ – 2“. Diese Reihe besteht aus vier Dreiergruppen, aus denen Zimmermann eine „Szenenreihe“ entwickelte. Neben der seriellen Durchstrukturierung sind die musikalischen Geschehnisse in „Zeitschichten“ geordnet, die durch bis zu 13 verschiedene Instrumentalgruppen in wechselnder Besetzung verkörpert werden.
Zusätzlich orientierte sich Zimmermann, wie vor ihm Alban Berg im Wozzeck, an überlieferten musikalischen Formen, die den einzelnen Szenen unterlegt sind, wie Chaconne, Ricercar, Toccata, Capriccio, Choral, Nocturne und Rondo. Ein weiteres Charakteristikum des Werks sind Zitate, Collagen und das „Übereinanderschichten heterogener Elemente“, die in der Oper dramaturgische Funktionen haben.
Daneben arbeitete Zimmermann vor allem im vierten Akt mit Zuspielbändern, um den musikalischen Ausdruck zu verstärken und aktuelle Bezüge herzustellen. Bei der Komposition schwebte Zimmermann nach Bernhard Kontarsky „eine Art totales Theater vor, mit Geräuschen und konkreten Klängen, die den Zuhörer unmittelbar einbeziehen. Die Bandmontagen: Marschtritte, Kommandos in vielen Sprachen, Motorengeräusche, Schreie, das ‚Pater noster‘ über Lautsprecher – der akustische Eindruck ist überwältigend […].“

## Rezeption
Nach der Uraufführung wurde die Oper von vielen größeren Bühnen nachgespielt, zunächst in Kassel 1968, München 1969, Düsseldorf 1971 und Nürnberg 1974. Die Hamburger Erstaufführung war 1976, anschließend folgten Aufführungen in Frankfurt am Main, Stuttgart und Wien.
Auch international konnte sich die Oper durchsetzen. Die US-amerikanische Erstaufführung fand am 7. Februar 1982 in Boston statt. Trotz der unzulänglichen Aufführung durch die Opera Company of Boston schrieb der Kritiker John Rockwell in der New York Times, dass diese Oper „weithin als die bedeutendste deutsche Oper seit Alban Bergs Opern angesehen wird“. 1991 folgte eine Aufführung an der New York City Opera. Die englische Erstaufführung fand im November 1996 an der Londoner English National Opera statt, die japanische Erstaufführung im Mai 2008 in Tokio.
Im 21. Jahrhundert begann mit der Bochumer Inszenierung von David Pountney bei der Ruhrtriennale 2006 und 2007 eine erneute Auseinandersetzung mit dem Werk, einhergehend mit der Akzeptanz des Publikums der inzwischen als „Epochenwerk des neuen Musiktheaters“ geltenden Oper. Zu den Höhepunkten in der Aufführungsgeschichte gehörte eine Produktion der Salzburger Festspiele 2012 in der Felsenreitschule mit den Wiener Philharmonikern, dirigiert von Ingo Metzmacher, inszeniert und ausgestattet von Alvis Hermanis. In der Saison 2013/14 fanden Neuproduktionen in Zürich und an der Komischen Oper Berlin (in der Regie von Calixto Bieito), sowie in München (in der Regie von Andreas Kriegenburg, dirigiert von Kirill Petrenko) statt. 2016 wurde die Oper am Hessischen Staatstheater Wiesbaden im Rahmen der Maifestspiele sowie am Teatro Colón in Buenos Aires herausgebracht, 2018 folgten Produktionen am Staatstheater Nürnberg (Regie: Peter Konwitschny), an der Oper Köln und im Teatro Real in Madrid. Die Besonderheit der Kölner Inszenierung war, dass man an keine bestehende Bühne gebunden war, sondern in der Interimsspielstätte im Staatenhaus eigens eine ovale, die Zuschauer umkreisende Bühne errichtet hatte. Die Zuschauer saßen dabei auf Drehstühlen und konnten sich den verschiedenen Handlungen auf der Bühne frei zuwenden.
Bernhard Kontarsky, der 1965, noch während seines Musikstudiums, als Korrepetitor zum Gelingen der Uraufführung beigetragen hatte und später das Werk mehrfach dirigiert hatte, war erst seit den 1980er Jahren endgültig von der Einzigartigkeit der Oper überzeugt. „Daß ich von Anfang an restlos überzeugt gewesen wäre und die Bedeutung der »Soldaten« erkannt hätte, etwa in dem Sinne: das Werk ist ein zentrales Stück dieses Jahrhunderts – nein, das hat schon einige Zeit gebraucht.“ Anfangs war er nur „beeindruckt von der Dichte des Textes und der musikalischen Faktur.“
Michael Gielen bezeichnete 2005 in seinen Memoiren das Werk als gleichrangig mit Alban Bergs Wozzeck und Lulu, sowie mit Arnold Schönbergs Moses und Aron, wobei er feststellte: „Über diese vier hinaus weiß ich bis heute kein weiteres Jahrhundertwerk des Musiktheaters von solcher Kraft und diesem Impakt.“

## Diskographie
- Gesamtaufnahme (gekürzte Fassung) in der Uraufführungsbesetzung mit Edith Gabry (Marie), Zoltán Kelemen (Wesener), Helga Jenckel (Charlotte), Claudio Nicolai (Stolzius), Elisabeth Schärtel (Mutter des Stolzius), Anton de Ridder (Desportes), Liane Synek (Gräfin), Willi Brokmeier (Der junge Graf), Heiner Horn (Eisenhardt), Gerd Nienstedt (Haudy); Gürzenich-Orchester unter der Leitung von Michael Gielen; Aufnahme 21.–22. Februar und 2.–3. März 1965 im großen Sendesaal des WDR, Wiederveröffentlichung 2007 in der Edition Bernd Alois Zimmermann, CD Wergo 66982, mono
- Vokalsinfonie Die Soldaten für sechs Gesangssolisten (Koloratursopran, Mezzosopran, Alt, zwei Tenöre, Bass) und Orchester mit Edith Gabry, WDR Sinfonieorchester Köln unter Hiroshi Wakasugi, Harmonia Mundi[34]
- Gesamtaufnahme mit dem Chor des Staatstheaters Stuttgart und dem Staatsorchester Stuttgart unter der Leitung von Bernhard Kontarsky, Klangregie (Zuspielbänder): Andreas Breitscheidt, Aufnahme 1988–1989, Teldec 1991
  - dieselbe Aufnahme als DVD mit Nancy Shade (Marie), Mark Munkittrick (Wesener), Milagro Vargas (Charlotte), Grace Hoffman (Weseners alte Mutter), Michael Ebbecke (Stolzius), Elsie Maurer (Mutter des Stolzius), William Cochran (Desportes), Alois Treml (Obrist), Guy Renard (Pirzel), Karl-Friedrich Dürr (Eisenhardt), Klaus Hirte (Haudy), Raymond Wolansky (Mary), Ursula Koszut (Gräfin de la Roche), Jerrold van der Schaaf (der junge Graf); Chor der Staatsoper Stuttgart, Staatsorchester Stuttgart unter der Leitung von Bernhard Kontarsky, Inszenierung: Harry Kupfer 1989 (Arthaus) DVD
- Gesamtaufnahme mit Claudia Barainsky (Marie), Claudio Otelli (Stolzius), Frode Olsen (Wesener), Katharina Peetz (Charlotte), Hanna Schwarz (Weseners Mutter), Kathryn Harries (Mutter des Stolzius), Andreas Becker (Obrist), Peter Hoare (Desportes), Robert Wörle (Pirzel), Jochen Schmeckenbecher (Eisenhardt), Adrian Clarke (Haudy), Robert Bork (Mary), Helen Field (Gräfin de la Roche), Adrian Thompson (Der junge Graf); Bochumer Symphoniker; Dirigent Steven Sloane, Inszenierung: David Pountney, Bühnenbild: Robert Innes Hopkins; DVD der Liveaufführung vom 5. Oktober 2006 im Rahmen der Ruhrtriennale, Aufführung in der Jahrhunderthalle (Bochum)
- Gesamtaufnahme (DVD) mit Laura Aikin (Marie), Alfred Muff (Wesener), Tanja Ariane Baumgartner (Charlotte), Cornelia Kallisch (Weseners alte Mutter), Tomasz Konieczny (Stolzius), Renée Morloc (Mutter des Stolzius), Gabriela Beňačková (Gräfin de la Roche), Matthias Klink (Der junge Graf), Daniel Brenna (Desportes), Wolfgang Ablinger-Sperrhacke (Pirzel), Boaz Daniel (Eisenhardt), Wiener Philharmoniker, Leitung: Ingo Metzmacher, Regie: Alvis Hermanis. Eine Aufnahme der Salzburger Festspiele vom August 2012, Unitel Classica